# Sirdar (rang)
Sirdar (una variant de Sardar), és un títol oficial assignat al Comandant en Cap britànic de l'Exèrcit egipci, controlat pels britànics a l'època del pas del segle xix al xx.
El sirdar residia al Sordaria, un gran edifici situat al districte de Zamalek del Caire, i que era també la residència de la intel·ligència militar britànica a Egipte. El primer ús de la paraula o sirdar o sardar en l'idioma anglès es remunta a 1595. La forma original de la paraula en persa és «sardār», i aquesta versió també s'utilitza en les llengües hindi i urdú.

## Llista de sirdars britànics
|  | Sir Evelyn Wood      | 1883-1885 |
|  | Lord Grenfell        | 1885-1892 |
|  | Lord Kitchener       | 1892-1899 |
|  | Sir Reginald Wingate | 1899-1916 |
|  | Sir Lee Stack        | 1916-1924 |
|  | Sir Charlton Spinks  | 1924-1937 |